# 南寮保寧宮
23°35′09″N 119°40′08″E / 23.585943°N 119.668853°E南寮保寧宮，臺灣澎湖縣湖西鄉廟宇，舊名真人廟、保安宮，清康熙24年（1685）蔣毓英編撰的《臺灣府志》即有文獻紀錄，主祀保生大帝，信眾尊稱「主公」，最初係由白沙鄉後寮威靈宮分靈而來。法師流派為「閭山派」。:77

## 沿革
南寮保寧宮的確切建立時間不詳，臺灣府知府蔣毓英《臺灣府志》中載「真人廟，在奎璧港」，康熙24年（1685年）已有南寮保寧宮可考的文獻紀錄。
根據南寮保寧宮廟中碑文沿革所述：其建廟淵源可追溯白沙鄉後寮村的威靈宮。威靈宮相傳建於明朝萬曆30年（1602），當時來自福建泉州府同安縣（金門和廈門）的移民落腳白沙鄉的後寮村之後，由於瘴癘頻傳，因此在當地起建威靈宮，奉吳本真人－即「保生大帝」為主神，庇佑全境村民。有一說法係保寧宮的歷史略晚於後寮威靈宮三十年，建造時間則約莫落在明末崇禎年間，廟方於「文化資源地理資訊系統」網站中登錄年份為崇禎12年（1639），1997年重建竣工。
湖西鄉南寮村位於今馬公本島東北隅，舊稱「奎璧港社」，該處有高丘類龜狀，昔稱「龜壁山」，臨海處稱「龜壁港」，居民依山面海而居，在清季時行政區歸於「澎湖廳奎璧澚（澳）」，乃取「奎璧」音義類同「龜壁」之故。
「奎璧港社」後因居民漸眾，聚落分成南北，又成「南寮社」與「北寮社」，自後寮威靈宮分靈的南寮保寧宮建立在南寮村境內，後在乾隆年間，北寮村民鑒於兩社來往祭拜不便，又從保寧宮分香，另建北寮保安宮，故當地居民對南北寮的保生大帝廟有「兄弟廟」的稱呼傳開。

## 祭典
南寮保寧宮每月農曆逢初一、十五皆會舉辦「犒軍」等小法儀式，為澎湖縣廟宇之中傳統儀式活動仍保存十分良好的地方公廟。
保寧宮亦是舊奎璧澚聚落信仰的領導中心，與鄰近北寮村、湖西村、湖東村、青螺村、紅羅村與白坑村的六間宮廟合辦三年一期的迎王活動，故有「澳兄」之稱。
根據民間五行學說，保生大帝乃醫療之神，五行屬木，八字命理喜用神為木者，宜向保生大帝祈求光明燈，以補命數補不足。此外，虎爺為保生大帝（大道公）之守護神，五行亦屬木。

## 圖輯

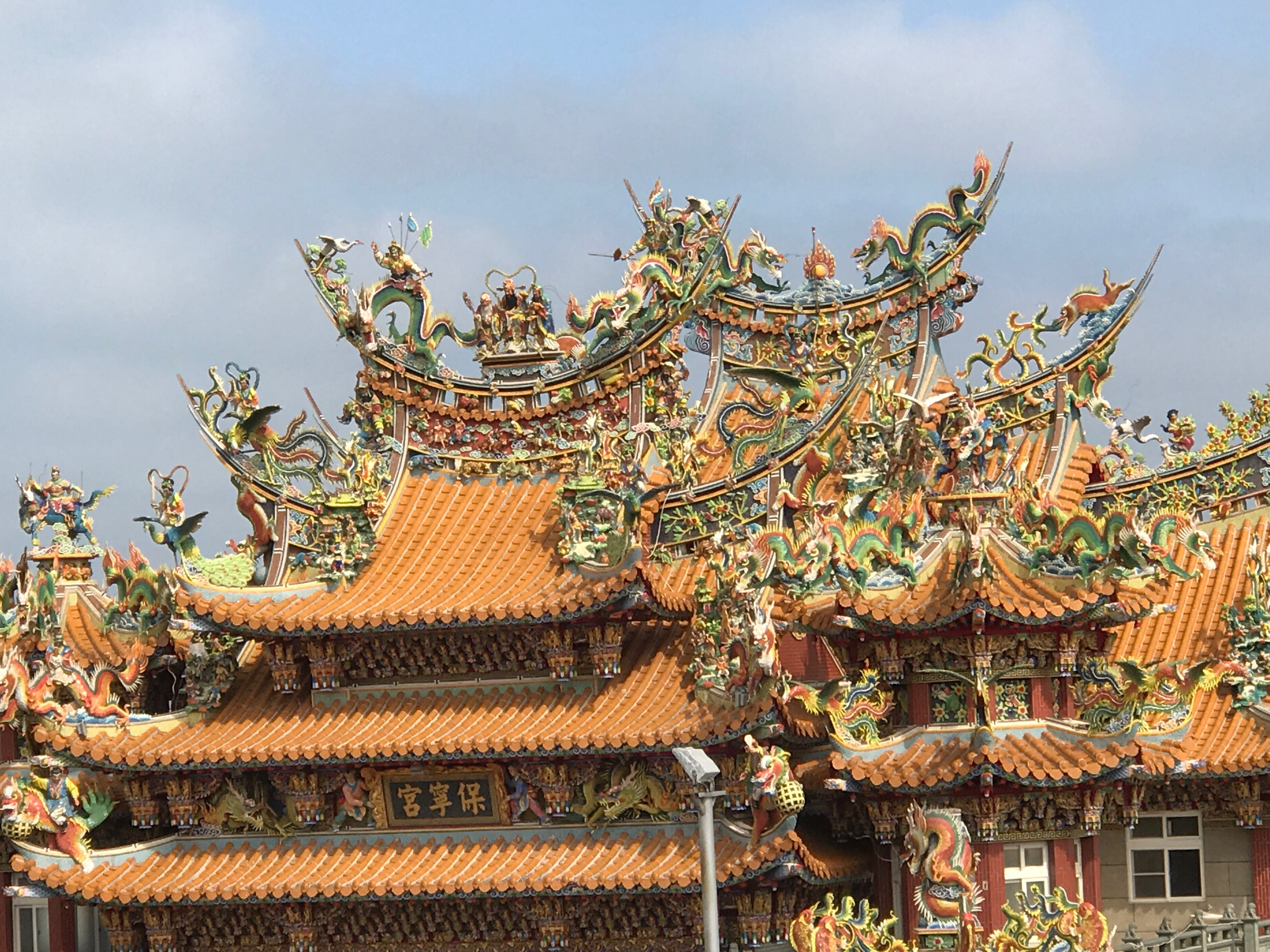
屋脊雕飾
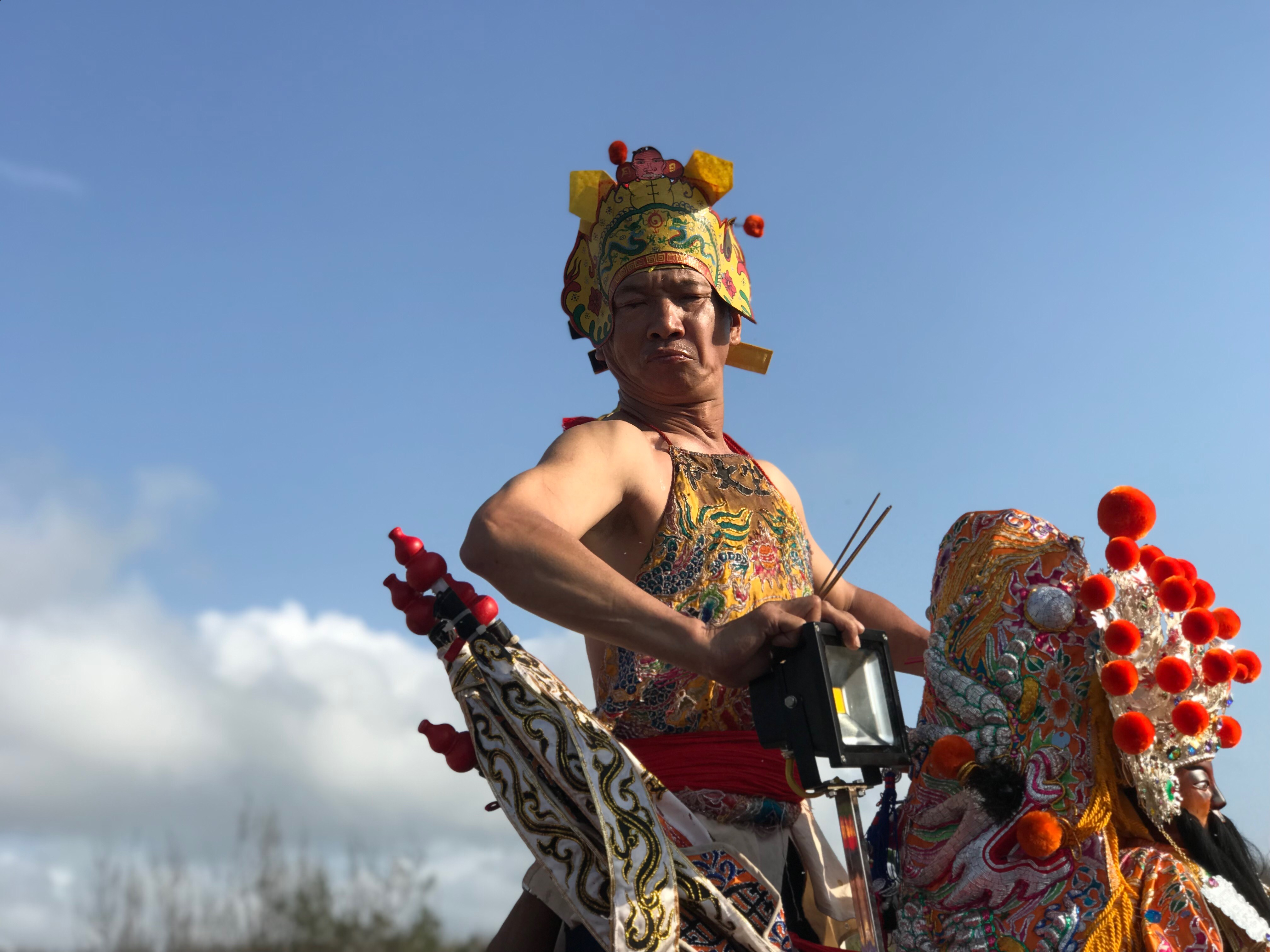
扶乩儀式
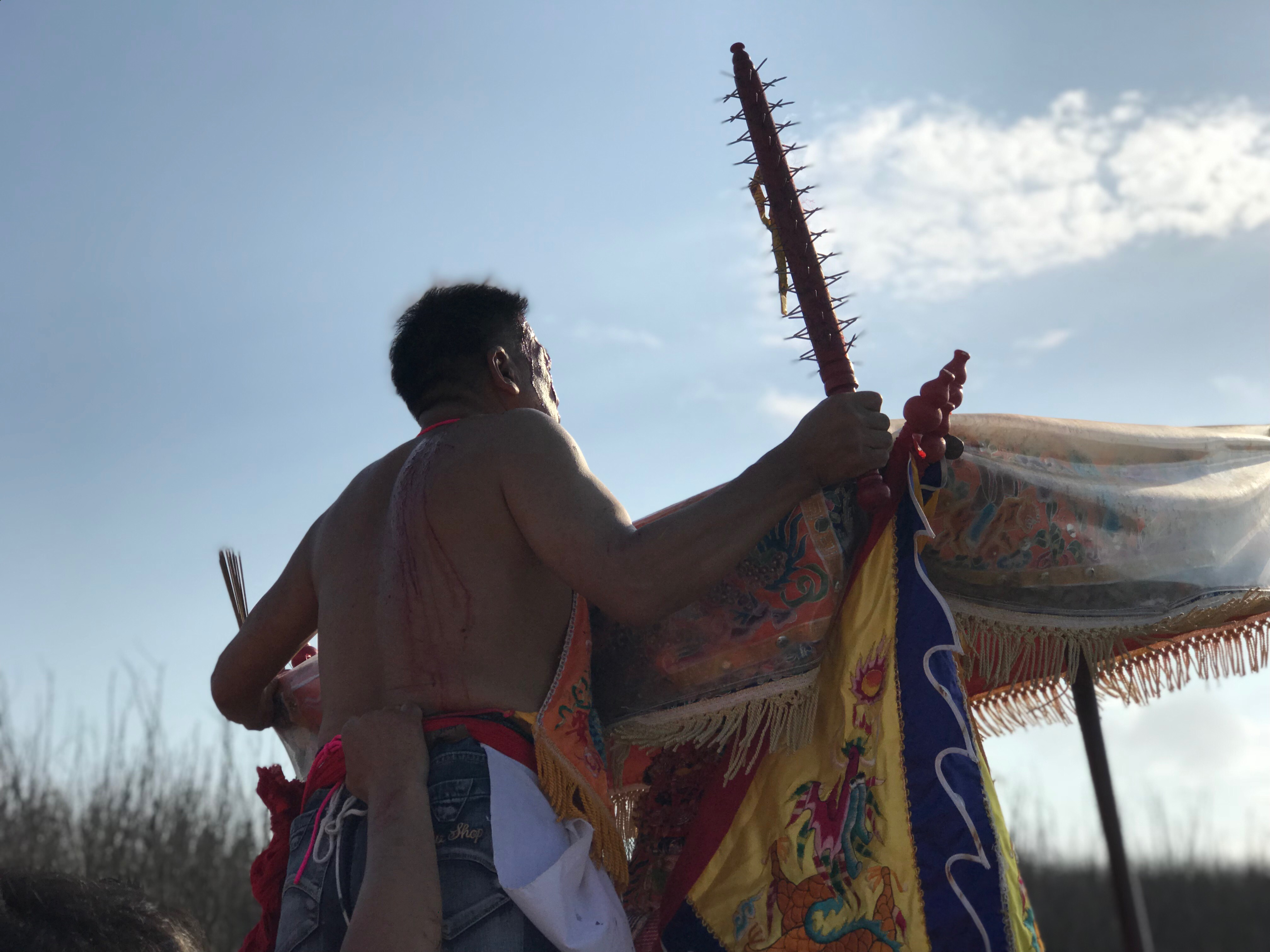
武乩童

## 相關連結
- 南寮許返古宅
- 保生大帝
- 澎湖廟宇法師流派列表
- 交陪廟：後寮威靈宮、北寮保安宮
- 分靈廟：北寮保安宮、高雄保安宮[2]

## 外部連結
- 南寮保寧宮的Facebook專頁
- 龜壁港社_澎湖南寮的Facebook專頁